# These New Puritans
These New Puritans (TNPS) sind eine britische Band aus Southend-on-Sea. Die Band besteht aus dem Sänger Jack Barnett, seinem Zwillingsbruder George Barnett (Bass), Thomas Hein am Schlagzeug und Sophie Sleigh-Johnson am Keyboard. Sie haben bisher vier Alben veröffentlicht.

## Bandgeschichte
In einem Interview aus dem Jahre 2008 erklärt Jack Barnett, dass die Hip-Hop-Gruppe Wu Tang Clan, insbesondere RZA, das erste Album der Gruppe, Beat Pyramid, beeinflusst habe. Als weitere Einflüsse nennt er die Musik von Aphex Twin sowie die Cartoon-Serie „The Smurfs“.
Bevor das zweite Album „Hidden“ veröffentlicht wurde äußerte Barnett, er schreibe bereits seit einiger Zeit an Musik für das Fagott und gab an, dass die Arbeit auf ein Produkt abziele, in dem Dancehall auf Steve Reich treffe.
Die Live-Aufführung des Albums „Hidden“ wurde durch ein fünfköpfiges Blasensemble begleitet. 2010 bestritt die Band eine Reihe von Liveaufführungen des Albums „Hidden“ (begleitet durch ein Blasensemble, überdies Taikotrommeln, einen Kinderchor, Vibraphonisten und einen professionellen Geräuschmacher) unter dem Titel Hidden Live in Veranstaltungsorten wie dem Barbian Centre, dem Centre Georges Pompidou sowie dem Berghain in Berlin. Wesentliche Auszüge aus diesen Konzerten erschienen auf dem Live-Album Expanded (Live at the Barbican) im Jahre 2014.
Im Frühjahr 2019 veröffentlichte die Band ihr viertes Album Inside the Rose.

## Diskografie

### Alben
- 2008: Beat Pyramid
- 2010: Hidden
- 2013: Field of Reeds
- 2019: Inside the Rose
- 2025: Crooked Wing

### Livemitschnitte
- 2014: Expanded (Live at the Barbican)

### Singles und EPs
- 2006: Now Pluvial
- 2007: Navigate, Navigate
- 2007: Numbers / Colours
- 2008: Elvis E.P.
- 2008: Swords of Truth
- 2010: We Want War
- 2010: Attack Music
- 2010: ´Hidden´ Bonus E.P.
- 2010: White Chords
- 2013: Fragment Two
- 2013: Organ Eternal
- 2013: V (Island Song)
- 2014: Magnetic Field
- 2019: Into the Fire
- 2020: Puzzle Oblivion E.P.